# たのみこむ
たのみこむ(tanomi.com)は、株式会社たのみこむが運営していた消費者リクエスト型ショッピングサイトの一つである。

## 概要
1999年12月、テレビ番組の企画を手がける株式会社エンジンによってサービス開始。 
当初は企業の企画や新商品のアイディアを出す場であった。
ユーザーがログインすることで商品の発案をすることができ、ほかの人が発案したタイトルに賛同したり、コメントを記述することもできた。
たのみこむは、リクエストによって商品化された際に売り上げの5%から20%をロイヤルティーとして徴収して利益を得るビジネスモデルだった。収益の柱としてはこの他に、ショッピングサイトであるたのみこむ本店への出店料、バナー広告があった。
2005年1月に運営会社であるエンジンが株式交換により株式会社ブレインナビの完全子会社となる。2005年7月にはブレインナビは株式会社ウェッジホールディングスとなり
、2010年7月にエンジンは親会社ウェッジホールディングスに吸収合併され、たのみこむの運営はウェッジホールディングスのエンジン事業部の担当となった。
2008年9月期第3四半期のたのみこむ部門の売上は約7300万円、営業利益と経常利益は約4390万円と約4300万円のともに赤字だった。
2011年11月1日に役割を終えたとして、12月28日をもってサービス終了を告知したが、12月27日に撤回すると公表した。2012年6月30日、株式会社エイムラックに引き継がれた。2012年10月1日、株式会社エイムラックから株式会社CUUSOO SYSTEMに引き継がれた。サービス引継以降存続の可能性を探っていたとされるが、2015年2月まで動きは見られなかった。なお、サービス存続の可能性を探っていたことに伴い、一部機能を利用停止しているため、リクエストは出来るが、発案への賛同が出来なかったといわれる。
そして2015年2月17日、空想生活にて「tanomi.comをたのみこむ！復活プロジェクト！3月31日まで！無料です！」と題したプロジェクトが始まった。結果告知不足および期間の短さにより目標の10万票には遠く及ばず、最終的な得票は320票であった。そのため以前のサイトを閉鎖する(それに伴い今までの発案等の閲覧は不可能となる)ことを発表した。
今後の展開については、たのみこむのサイトにて発表していくと報告された。
その後、2015年7月より、iOSアプリとしてたのみこむが復活、同時にTwitterのハッシュタグを利用する形でリクエストが可能となる。
2017年2月に株式会社たのみこむが設立。2017年8月18日に本丸である「www.tanomi.com」が復活した。なお、過去のデータは引き継がれていない。
2024年8月1日をもってサービスを終了した。

## リクエストボード
2000年には「たのむ！作ってくれ！」という商品化企画が開始され、2003年よりそのシステムは「リクエストボード」となった。登録されたユーザーが新たな商品のアイディアおよび商品の復刻等を発案でき、ほかのユーザーが発案したタイトルに賛同やコメントをすることができた。ユーザーが退会したあとも賛同したときのコメントなどは、自分で削除しない限りは削除されなかった。またリクエストの途中取り下げおよびリクエストの削除も可能であった。
リクエストできるカテゴリーはさまざまで、一般的な生活用品からアニメやマンガなどのキャラクター専門のものまで幅広い。過去には廃盤・絶版になった本・CD・DVD・サウンドトラックなどを、賛同者を募って実際に発売した、あるいは再発売にこぎつけた例（逆転裁判蘇る逆転、moonのサウンドトラックなど）も存在した。
多数のユーザーが存在したため、発案されるが何らかの動きがみられないタイトルが増加し他の発案が探しにくくなるため、一定期間更新がない場合(発案の修正や賛同、コメント投稿など)は発案を終了させるという対策を取っていた。
2001年のシステム開始から2015年3月までで全項目を含めた得票数第1位は、アメリカテレビドラマ『アルフ』のDVD化であり、これは1度も順位が変わらなかったとされる。ちなみに1stシーズンのDVD化は決定しており、続編を希望する発案が継続していた。

## 商品化
- 電脳御札『パソ札』[12]
- 北斗の拳『ジャギヘルメット』[13]
- 鉄コン筋クリート『公開記念Tシャツ』[14]
- 超時空要塞マクロス『マクロス 地球統合軍 ミュージック・フライトジャケット』[15]
- アイドルマスター XENOGLOSSIA『アクションフィギュア U-17』[16]
- トランスフォーマー『腕時計、メッセンジャーバッグ、シルバーアクセサリー、サングラス』[17]
- 『妄想ボイスCD』[18]
- YAMAHA 光るスイッチ付ギター『EZ-EG』[19]
- 『NAMCO MUSIC WONDER BOX オリジナル特典パッケージ』[20]
  - 2005年2月に発売中止。実際には発売されなかった。[21]
- 『バーチャルキーボード ブルートゥース版（VKB-BT）』[22]
- くそみそテクニック『阿部高和：もっこり抱き枕カバー』[23]

## 事件・不祥事

### 個人情報流出
2010年5月21日、サイトの登録ユーザーに対してのメールマガジン配信後、一部ユーザーのメールサーバが容量超過であったことを受け、再登録を促すメールを自動送信した。そのメール内に、「メールマガジン一斉配信用アドレス」が記載されていたため、当該アドレス宛にメール送信を行った一部ユーザーのメールが、数回に渡ってメールマガジン登録ユーザー宛に一斉配信されるに至った。メールには差出人の氏名やアドレスが含まれていた。原因はサーバ移行作業を行った株式会社エンジンやサーバ運用委託会社の設定ミスとしている。